# 南少林與北少林
《南少林與北少林》，為1978年香港邵氏公司出品，張徹執導的一部武打電影。

## 劇情簡介
清兵入關後，有諱於漢族民眾以武術造反，嚴禁民間習武。少林本也應列禁例之內，但有鑒於寺中弟子皆武藝高強，清廷於是命少林選派弟子，教授八旗官兵武藝。然而有一將軍（王龍威飾）深覺少林終乃清廷心腹大患，又不滿於其隱匿寺中武僧，僅指派俗家弟子前往授藝，終生挑撥南北少林兩家，令雙方自相殘殺以剿少林之念。
將軍請得北少林弟子包山雄（鹿峰飾）、徐方（孫建飾）及楊仲飛（江生飾）三人至府中任教頭之職，豈知三人抵達之後才發現將軍府早已有三位南少林教頭（屠龍、孫新祥、余太平飾），雙方在將軍聳動下比武以分高低，由北少林三人勝出，得任將軍府教頭之位。南少林三弟子心灰意冷，欲離府而去，卻教將軍私下殺害，並嫁禍於北少林弟子。雖然三位北少林弟子沒下重手得知三人死去後覺得很奇怪，去弔祭解釋時對方不但不聽勸反而被南少林的人惡言相向。南少林三人之師麥奇（詹森飾）遂命其長子麥遠（楊熊飾）和另二弟子（蕭玉龍、譚鎮渡飾）前往將軍府向北少林三弟子挑戰，北少林弟子因不慎誤傷三人，其中麥遠和一名弟子重傷而死，另一名弟子自殺，加上屢次在將軍的挑撥下而更加深了南北少林間的誤會。三名北少林的人總覺得事有蹊蹺，私下暗中調查前三個南少林弟子真正死因。
在門下眾弟子皆傷於北少林弟子下，麥奇悲憤難當，招回遊歷在外的弟子何英武（郭追飾）及朱贊成（羅莽飾），夥同次子麥風（韋白飾）分別投於南少林名宿門下修練武藝，以和北少林弟子對抗，為同門師兄弟報仇。何英武等三人武藝大成後，雖敬重於北少林三弟子，雖然何英武疑事有蹊蹺，但礙於同門弟子實乃傷在三人手下，不得不找上將軍府與三人一決生死。但是在搏鬥中三名北少林皆被打傷卻沒痛下殺手，且徐方告知麥風哥哥死亡的真相，麥遠已輸卻想偷襲徐方才被誤殺，南少林三名弟子才發現自己差點犯下大錯。但將軍此時偷襲重傷何英武，眾人才得知殺南少林的弟子正是將軍，及時識破將軍的陰謀。身受重傷的何英武與三名北少林弟子以自身性命與將軍與其部下同歸於盡，以掩護朱贊成和麥風逃離向南北少林揭發朝廷的陰謀。

## 人物角色
| 角色名稱 | 演員   | 備註                     |
| -------- | ------ | ------------------------ |
| 包山雄   | 鹿峰   | 北少林弟子               |
| 徐方     | 孫建   | 北少林弟子               |
| 楊仲飛   | 江生   | 北少林弟子               |
| 何英武   | 郭追   | 南少林弟子               |
| 朱贊成   | 羅莽   | 南少林弟子               |
| 麥風     | 韋白   | 南少林弟子               |
|          | 王龍威 | 將軍                     |
| 翠英     | 妞妞   |                          |
| 小玲     | 尤翠玲 |                          |
| 秀燕     | 惠英紅 | 將軍府侍女               |
| 麥奇     | 詹森   | 麥風父，南少林眾人之師   |
| 南山樵子 | 井淼   | 南少林名宿               |
| 秀才園丁 | 王清河 | 南少林名宿               |
| 花順     | 孫樹培 |                          |
|          | 林輝煌 | 將軍府侍衛               |
| 麥遠     | 楊熊   | 南少林弟子，麥風兄       |
| 丁立     | 蕭玉龍 | 南少林弟子               |
| 呂強     | 譚鎮渡 | 南少林弟子               |
|          | 屠龍   | 南少林弟子，為將軍所殺害 |
|          | 孫新祥 | 南少林弟子，為將軍所殺害 |
|          | 余太平 | 南少林弟子，為將軍所殺害 |
|          | 周麥利 | 南少林弟子               |
|          | 黎有興 | 南少林弟子               |
|          | 陳志強 |                          |
|          | 陳鴻   |                          |
|          | 劉晃世 | 將軍府侍衛               |
|          | 夏國榮 | 將軍府侍衛               |
|          | 丁東   | 將軍府侍衛               |
|          | 西瓜刨 |                          |

## 其他製作人員
- 執行製片：陳列
- 劇務：黃錦盤
- 助導：趙岡生、陳友文
- 武術指導：儲陸峯、梁挺、戴其賢
- 燈光：陳芬、關英全
- 道具：黎沃、劉炳威
- 化妝：吳緒清
- 梳妝：彭雁聯
- 服裝：劉季友

## 備註
1. 1 2  香港電影票房 1978 〔華語電影〕，〈香港電影票房全紀錄〉

## 外部連結
- 開眼電影網上《南少林與北少林》的資料（繁體中文）
- 香港影庫上《南少林與北少林》的資料（繁體中文）
- 豆瓣电影上《南少林與北少林》的資料 （简体中文）
- 时光网上《南少林與北少林》的資料（简体中文）
- AllMovie上《南少林與北少林》的资料（英文）
- 爛番茄上《南少林與北少林》的資料（英文）
- 互联网电影数据库（IMDb）上《南少林與北少林》的资料（英文）